# أهل سيدي لحسن (المغرب)
 أهل سيدي لحسن (بالإنجليزية: AHL SIDI LAHCEN) هي جماعة قروية تابعة لإقليم صفرو ضمن جهة فاس بولمان بالمغرب. بلغ مجموع عدد سكان أهل سيدي لحسن  حسب إحصاءات 2004 حوالي 5290 نسمة يعيشون في 993 أسرة.

## إحصاء عام
| السنة | عدد السكان | عدد الأسر | عدد الأجانب |
| ----- | ---------- | --------- | ----------- |
| 1994  | 5648       | 948       | °°°°        |
| 2004  | 5290       | 993       | 0           |